# Roberto Brum
Pour les articles homonymes, voir Brum.
Roberto Brum Vallado est un footballeur brésilien né le 7 juillet 1978 à São Gonçalo.